# Friedrich Naumann (Historiker)

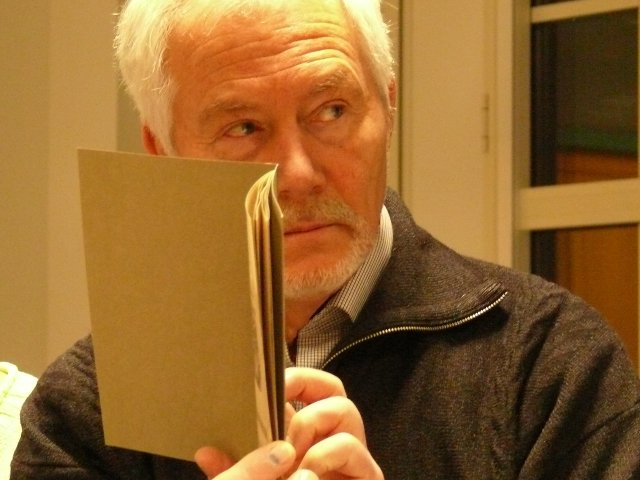
Friedrich Naumann (2010)

Friedrich Naumann (* 22. April 1940 in Berthelsdorf) ist ein deutscher Historiker. Von 1993 bis 2005 war er Professor für Wissenschafts-, Technik- und Hochschulgeschichte an der Technischen Universität Chemnitz.

## Leben
Nach Schulbesuch und Militärdienst absolvierte Naumann zunächst eine Fachausbildung als Zementwerker und Schachtofenbrenner. Sein 1962 begonnenes Studium an der Bergakademie Freiberg schloss er 1969 als Diplom-Mineraloge ab. Anschließend war er als Assistent am dortigen Lehrstuhl Informationsverarbeitung tätig, bis er 1974 zum Direktor des Rechenzentrums der Technischen Hochschule Karl-Marx-Stadt berufen wurde. 1975 wurde Naumann zur Thematik Ein Beitrag zur optimalen Gestaltung der Datenbereitstellung unter besonderer Berücksichtigung des Einsatzes von Terminals zum Dr. phil. promoviert. Als Inhaber einer Aspirantur am Zentrum für die Geschichte der Technikwissenschaften an der Technischen Universität Dresden befasste sich Naumann ab 1979 intensiv mit der Geschichte der Informatik. 1984 legte er zur Thematik Die Genese der Informationsverarbeitung als technikwissenschaftliche Disziplin seine Diss. B ab, mit der er den Titel Dr. sc. phil. erlangte. Nach der Wende wurde ihm 1991 durch den Senat der TU Dresden der Titel Dr. phil. habil. zuerkannt. Zur Geschichte der Informatik verfasste er auch in der Folge zahlreiche Zeitschriftenbeiträge und Bücher.
Von 1990 bis 1992 war Naumann Vorsitzender des Sächsischen Landesverbandes für Heimatgeschichte und Denkmalpflege e. V. 1992 folgte die Berufung in den Präsidiumsarbeitskreis Geschichte der Informatik der Gesellschaft für Informatik. Von 1993 bis zu seiner Emeritierung 2005 war Naumann Professor für Wissenschafts-, Technik- und Hochschulgeschichte der TU Chemnitz. Die Professur wurde anschließend nicht neu besetzt. Er gehört zudem der Historischen Kommission der Sächsischen Akademie der Wissenschaften zu Leipzig, dem Verein für Sächsische Landesgeschichte, dem Chemnitzer Geschichtsverein und dem Georgius-Agricola-Forschungszentrum in Chemnitz an. Für seine Forschungsarbeiten zu den Beziehungen zwischen Sachsen und Russland im 18. Jahrhundert auf dem Gebiet des Montanwesens wurde er 2018 mit dem Goldenen Diplom der Moskauer Staatlichen Lomonossow-Universität ausgezeichnet.
Naumann tritt außerdem als Amateur-Jazzmusiker in Erscheinung. In den 1970er Jahren war er Gitarrist und Bassist des Freiberger Jazz Quintetts und gehörte 1972 zu den Mitbegründern der Freiberger Jazztage. Von 1979 bis 1990 spielte er Gitarre, Tenor-Banjo und Kontrabass in der Roberts Jazzgesellschaft. Bis 2010 wirkte er als Bassist bei der Jazzcompany Chemnitz.

## Werke
- Die Genese der Informationsverarbeitung als technikwissenschaftliche Disziplin. Dissertation (B), Dresden 1984.
- Georgius Agricola – 500 Jahre: Wissenschaftliche Konferenz vom 25.–27.3.1994 in Chemnitz, Freistaat Sachsen. Basel, Boston, Berlin 1994, ISBN 3-7643-5109-8 (als Herausgeber).
- Carl Julius von Bach (1847–1931). Pionier – Gestalter – Forscher – Lehrer – Visionär. Stuttgart 1998, ISBN 3-87919-260-X (als Herausgeber).
- Sächsisch-böhmische Beziehungen im 16. Jahrhundert. Chemnitz 2001, ISBN 3-936241-00-7 (als Herausgeber).
- Vom Abakus zum Internet: die Geschichte der Informatik. Primus-Verlag Darmstadt 2001, ISBN 3-89678-224-X.
- Biographien zu Howard Hathaway Aiken, Charles Babbage, Carl Julius von Bach, Herman Hollerith, John Napier, Adam Ries, Wilhelm Schickard, Claude Elwood Shannon, Alan Mathison Turing, Norbert Wiener. In: D. Hoffmann, H. Leitko u. S. Müller-Witte (Hrsg.): Lexikon der bedeutenden Naturwissenschaftler. Heidelberg, Berlin 2003, 2004, ISBN 3-8274-0316-2 (Band 1), ISBN 3-8274-0401-0 (Band 2), ISBN 3-8274-0402-9 (Band 3)
- mit Gabriele Schade (Hrsg.): Informatik in der DDR – eine Bilanz. Tagungsband zu den Symposien 7. bis 9. Oktober 2004 in Chemnitz, 11. bis 12. Mai 2006 in Erfurt. Gesellschaft für Informatik, Bonn 2006, ISBN 3-88579-420-9.
- Georgius Agricola: Berggelehrter, Naturforscher, Humanist. Sutton, Erfurt 2007, ISBN 978-3-86680-214-8.
- Fotoalbum einer mineralogischen Reise durch Europa (Bilder: Jörg Wittig) Freiberg 2008, ISBN 978-3-86012-351-5.
- Dějiny informatiky – Od abaku k internetu. Verlag ACADEMIA. Prag 2009, ISBN 978-80-200-1730-7.
- Mit Chemnitz ist zu rechnen – von der Rechenmaschine zum Supercomputer (Hrsg.) Sächsisches Industriemuseum / IWTG TU Bergakademie Freiberg, Chemnitz 2012, ISBN 978-3-934512-24-5.
- 175 Jahre Technische Mechanik: Ein Beitrag zum Jubiläum »175 Jahre Technische Universität Chemnitz«. Universitätsverlag, Chemnitz 2015, ISBN 978-3-944640-38-9, urn:nbn:de:bsz:ch1-qucosa-156707.
- Michail Vasil’evic Lomonosov: Schriften zur Geologie und zum Berg- und Hüttenwesen (1742–1765). Hrsg. und kommentiert von Friedrich Naumann. Verlag De Gruyter 2017, ISBN 978-3-11-042720-2.
- Georgius Agricola – ein Riese an Denkkraft, Leidenschaft und Charakter, an Vielseitigkeit und Gelehrsamkeit. Chemnitz 2018, ISBN 978-3-96063-015-9.
- Sächsische Bergbaukunst im 18. Jahrhundert auf dem Weg nach Russland / Путь Саксонского горного дела в Россию – XVIII век. MIRONDE-Verlag, Niederfrohna 2022, ISBN 978-3-96063-045-6.
- E-Books zur Wissenschafts- und Technikgeschichte unter e-sights-publishing.de